# (36093) 1999 RA103
1999 RA103 (asteroide 36093) é um asteroide da cintura principal. Possui uma excentricidade de 0.11898240 e uma inclinação de 6.78424º.
Este asteroide foi descoberto no dia 8 de setembro de 1999 por LINEAR em Socorro.